# Tickera
Tickera är en ort i Australien. Den ligger i delstaten South Australia, omkring 150 kilometer nordväst om delstatshuvudstaden Adelaide. Antalet invånare är 248.
Trakten runt Tickera är nära nog obefolkad, med mindre än två invånare per kvadratkilometer.. Närmaste större samhälle är Wallaroo, omkring 18 kilometer söder om Tickera.
Trakten runt Tickera består till största delen av jordbruksmark. Genomsnittlig årsnederbörd är 447 millimeter. Den regnigaste månaden är juni, med i genomsnitt 77 mm nederbörd, och den torraste är december, med 11 mm nederbörd.